# Pitztalstraße
De Pitztalstraße (L16) is een 37,05 kilometer lange Landesstraße (lokale weg) in het district Imst in de Oostenrijkse deelstaat Tirol. De weg begint bij de Tiroler Straße (B171) net ten zuiden van Imst (827 m.ü.A.). Vandaar loopt de weg in zuidelijke richting door het gehele Pitztal, daarbij grotendeels het verloop van de Pitze volgend. De weg eindigt bij Mittelberg (1736 m.ü.A.) in de gemeente Sankt Leonhard im Pitztal, even ten oosten van de Rifflsee en even ten noorden van de Mittelbergferner. Het beheer van de straat valt onder de Straßenmeisterei Imst.